# День рождения Дэвида
«День рождения Дэвида» (итал. Il compleanno, англ. David's Birthday) — фильм итальянского режиссёра Марко Филиберти о сорокалетнем мужчине, брак которого трещит по швам из-за его влечения к молодому парню, сыну его лучшего друга. Премьера фильма состоялась на предварительном показе 66-го Международного Венецианского кинофестиваля в 2009 году.

## Сюжет
Маттео — успешный психоаналитик, муж Франчески и отец очаровательной 5-летней дочери. Близкие всегда считали его глубоким и вдумчивым человеком. Его семейные отношения нельзя назвать страстными, но они стабильные и счастливые. У него есть старый приятель Диего, который в отличие от Маттео, всегда в кругу друзей считался горячей головой. Но, несмотря на мечты и романтизм, Диего строго следовал по стопам своего отца и стал адвокатом. В молодом возрасте, он познакомился с девушкой из США по имени Шэри, которая вскоре забеременела и родила от него сына Дэвида. Мальчик воспитывался матерью в Нью-Йорке, где работал моделью нижнего белья, он не был в Италии уже пять лет. И вот старые приятели арендуют красивый дом на пляже, чтобы провести лето вместе. Сюда же из Штатов приезжает Дэвид, чтобы отдохнуть с родителями и их друзьями.
Аура парня возбуждает в Маттео взрыв неконтролируемых эмоций. Он теряет голову и безнадёжно влюбляется в Дэвида. Эти каникулы у моря изменили жизнь всех персонажей фильма.

## В ролях
| Актёр              | Роль      |
| ------------------ | --------- |
| Алессандро Гассман | Диего     |
| Мария де Медейруш  | Франческа |
| Массимо Поджо      | Маттео    |
| Микела Ческон      | Шэри      |
| Христо Живков      | Леонард   |
| Тьяго Алвес        | Дэвид     |

## Интересные факты
- Съемки фильма проводились в Чирчео и Сабаудии, сцена в театре снята в Театре Перголези в Йези[3].
- Дэвида, работающего моделью нижнего белья, в фильме играет реальная модель по демонстрации нижнего белья Тьяго Алвес (it:Thyago Alves).